# Речицкий детинец
Речицкий детинец — древнерусский детинец Речицы, находившийся у впадения в Днепр одноимённой речки.

## Описание
Городище площадью 0,25 га расположено в черте города на территории парка на правом берегу Днепра. Оно частично разрушено днепровскими разливами. К детинцу примыкал укреплённый окольный город площадью 4 га, который охватывал детинец в форме подковы.

## История
На территории Речицы археологами выявлены следы поселений милоградской и зарубинецкой культур. Первое упоминание о Речице содержится в летописи под 1213 годом. В эпоху принадлежности Речицы к Великому княжеству Литовскому на месте древнерусского детинца при Витовте был построен Речицкий замок.
Городище в разное время исследовали Э. А. Сымонович, Г. В. Штыхов и О. А. Макушников. Ими был выявлен культурный слой толщиной в 1,6 метра с прослойками угля и пепла, содержащий керамику XII—XIV веков. Среди находок — крученая железная гривна скандинавского типа, стеклянные браслеты, шиферные пряслица, наконечники стрел, орудия труда и бронзовые украшения. Сегодня на месте детинца находится детский парк.